# خافيير فاسكيز لوبيز
خافيير فاسكيز لوبيز (بالإسبانية: Javier Vázquez López)‏ هو لاعب كرة قدم إسباني، ولد في 24 سبتمبر 2000 في قلعة جابر في إسبانيا. لعب مع نادي إشبيلية.

## وصلات خارجية
- خافيير فاسكيز لوبيز على موقع الاتحاد الأوربي (الإنجليزية)
- خافيير فاسكيز لوبيز على موقع قاعدة بيانات كرة القدم.إي يو (الإنجليزية)
- خافيير فاسكيز لوبيز على موقع Soccerway.com (الإنجليزية)